# 1. deild karla 1997
Mùa giải 1997 của 1. deild karla là mùa giải thứ 43 của bóng đá hạng hai ở Iceland.

## Bảng xếp hạng
| Vị thứ | Đội         | Số trận | Thắng | Hòa | Thua | Bàn thắng | Bàn thua | Hiệu số | Điểm | Ghi chú                     |
| ------ | ----------- | ------- | ----- | --- | ---- | --------- | -------- | ------- | ---- | --------------------------- |
| 1      | Þróttur R.  | 18      | 12    | 4   | 2    | 40        | 21       | +19     | 40   | Thăng hạng Úrvalsdeild 1998 |
| 2      | ÍR          | 18      | 12    | 3   | 3    | 50        | 25       | +25     | 39   | Thăng hạng Úrvalsdeild 1998 |
| 3      | FH          | 18      | 12    | 3   | 3    | 40        | 17       | +23     | 39   |                             |
| 4      | Breiðablik  | 18      | 12    | 3   | 3    | 37        | 14       | +23     | 39   |                             |
| 5      | Þór A.      | 18      | 6     | 4   | 8    | 22        | 34       | -12     | 22   |                             |
| 6      | Fylkir      | 18      | 5     | 5   | 8    | 24        | 26       | -2      | 20   |                             |
| 7      | KA          | 18      | 4     | 6   | 8    | 24        | 31       | -7      | 18   |                             |
| 8      | Víkingur R. | 18      | 4     | 4   | 10   | 21        | 31       | -10     | 16   |                             |
| 9      | Dalvík      | 18      | 3     | 3   | 12   | 22        | 41       | -19     | 12   | Xuống hạng 2. deild 1998    |
| 10     | Reynir S.   | 18      | 1     | 3   | 14   | 12        | 52       | -40     | 6    | Xuống hạng 2. deild 1998    |

## Danh sách ghi bàn
| Cầu thủ                 | Số bàn thắng | Đội bóng   |
| ----------------------- | ------------ | ---------- |
| Kristján Carnell Brooks | 19           | ÍR         |
| Kjartan Einarsson       | 16           | Breiðablik |
| Brynjar Þór Gestsson    | 10           | FH         |
| Einar Örn Birgisson     | 10           | Þróttur R. |
| Guðjón Þorvarðarson     | 8            | ÍR         |